# Iakovlévskaia
Iakovlévskaia (en rus: Яковлевская) és un poble de la República de Komi, a Rússia, segons el cens del 2010 tenia 176 habitants.